# Archipelag Arktyczny

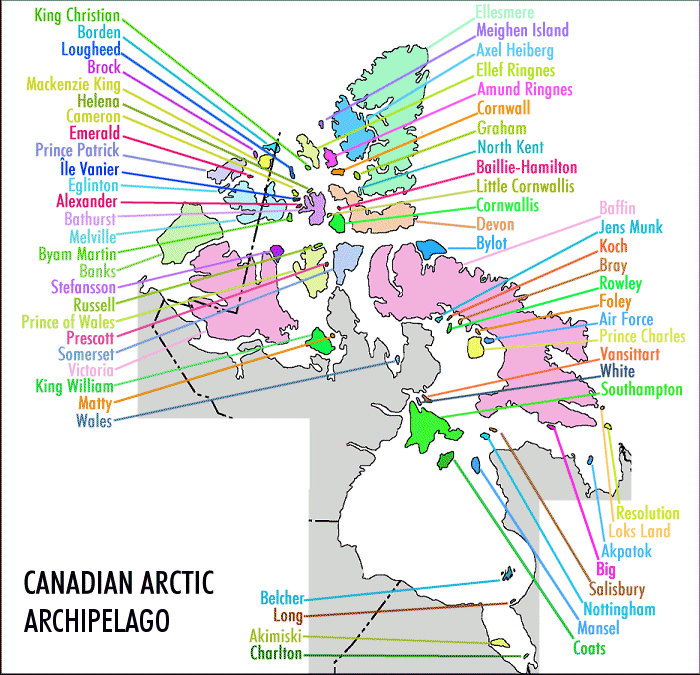
Ważniejsze wyspy Archipelagu Arktycznego

Archipelag Arktyczny (ang. Arctic Archipelago, franc. Archipel Arctique) – zespół wysp kanadyjskich położonych na Oceanie Arktycznym; swoim zasięgiem obejmuje większość terytorium Nunavut oraz fragment Terytoriów Północno-Zachodnich. Dawniej archipelag ten był częścią Dystryktu Franklina. Jest to drugi pod względem powierzchni archipelag na Ziemi (po Archipelagu Malajskim).
Archipelag Arktyczny podzielony jest na dwie grupy wysp – południową i północną, zwaną Wyspami Królowej Elżbiety. Dwie grupy wyraźnie oddzielone są od siebie ciągiem równoleżnikowo ułożonych cieśnin. Począwszy od wschodu są to: Cieśnina Lancastera, Cieśnina Barrowa, Cieśnina Melville’a i Cieśnina McClure’a.
Archipelag Arktyczny ma powierzchnię około 1,4 miliona km², a zamieszkuje go ok. 14 tysięcy ludzi. Archipelag składa się z 36 563 wysp, w tym 94 głównych o powierzchni powyżej 130 km², i 36 469 mniejszych. Część wysp jest niezamieszkana, w tym piąta co do wielkości w archipelagu wyspa Devon.
Od zachodu archipelag otoczony jest przez Morze Beauforta, od północy przez Ocean Arktyczny, na wschodzie znajduje się Grenlandia, Morze Baffina i Cieśnina Davisa, a na południu Zatoka Hudsona oraz kontynentalna część Kanady. We wschodniej części Archipelagu Arktycznego występują liczne lodowce.

## Największe wyspy
Poniżej przedstawiona jest tabela wysp archipelagu. Trzy główne wyspy wchodzące w jego skład znajdują się w pierwszej dziesiątce największych wysp świata.
| L.p. | Wyspa                 | Powierzchnia (km²) | Populacja (2001) | Miejsce według powierzchni: | Miejsce według powierzchni: |
| L.p. | Wyspa                 | Powierzchnia (km²) | Populacja (2001) | na świecie                  | w Kanadzie                  |
| ---- | --------------------- | ------------------ | ---------------- | --------------------------- | --------------------------- |
| 1    | Ziemia Baffina        | 507 451            | 9563             | 5                           | 1                           |
| 2    | Wyspa Wiktorii        | 217 291            | 1707             | 9                           | 2                           |
| 3    | Wyspa Ellesmere’a     | 196 236            | 168              | 10                          | 3                           |
| 4    | Wyspa Banksa          | 70 028             | 114              | 24                          | 5                           |
| 5    | Wyspa Devon           | 55 247             | 0                | 27                          | 6                           |
| 6    | Wyspa Axela Heiberga  | 43 178             | 0                | 32                          | 7                           |
| 7    | Wyspa Melville’a      | 42 149             | 0                | 33                          | 8                           |
| 8    | Wyspa Southampton     | 41 214             | 721              | 34                          | 9                           |
| 9    | Wyspa Księcia Walii   | 33 339             | 0                | 40                          | 10                          |
| 10   | Wyspa Somerset        | 24 786             | 0                | 46                          | 12                          |
| 11   | Wyspa Bathursta       | 16 042             | 0                | 54                          | 13                          |
| 12   | Wyspa Księcia Patryka | 15 848             | 0                | 55                          | 14                          |
| 13   | Wyspa Króla Williama  | 13 111             | 960              | 61                          | 15                          |
| 14   | Wyspa Ellefa Ringnesa | 11 295             | 0                | 69                          | 16                          |
| 15   | Wyspa Bylota          | 11 067             | 0                | 79                          | 17                          |

## Historia
Od lat siedemdziesiątych XVI wieku te arktyczne wyspy znajdowały się w strefie wpływów brytyjskich, dopiero w roku 1850, wraz z powołaniem Dystryktu Franklina, Kanadyjczycy przejęli nad nimi całkowitą kontrolę. Kanada przyznaje sobie większe terytorium, rozciągające się aż do Bieguna Północnego, aczkolwiek nie wszystkie państwa uznają te roszczenia. Ponadto, Stany Zjednoczone nie respektują zwierzchności swoich północnych sąsiadów nad wodami wewnętrznymi archipelagu.